# Пляйкнер, Вальтер
Ва́льтер Пля́йкнер (нем. Walter Plaikner, 24 октября 1951, Кьенес, Трентино — Альто-Адидже) — итальянский саночник немецкого происхождения, выступавший за сборную Италии в конце 1960-х — середине 1970-х годов. Участник двух зимних Олимпийских игр, чемпион Саппоро, чемпион мира и Европы, многократный призёр национального первенства. Также известен как тренер и спортивный функционер.

## Биография
Вальтер Пляйкнер родился 24 октября 1951 года в коммуне Кьенес, регион Трентино — Альто-Адидже. Активно заниматься санным спортом начал в середине 1960-х годов, вскоре прошёл отбор в национальную сборную и в паре с Паулем Хильдгартнером стал принимать участие в крупнейших международных стартах, показывая довольно неплохие результаты. Так, уже в 1971 году завоевал золото на домашнем чемпионате мира в Вальдаоре и на европейском первенстве в австрийском Имсте. Благодаря череде удачных выступлений удостоился права защищать честь страны на зимних Олимпийских играх 1972 года в Саппоро, где в мужской парной программе выиграл золотую медаль, разделив первое место с командой из ГДР, которая показала точно такое же время.
На первенстве мира 1973 года в немецком Оберхофе пришёл к финишу третьим и получил, соответственно, бронзовую награду. В 1974 году на чемпионате Европы в Имсте пополнил медальную коллекцию ещё одним золотом. Ездил соревноваться на Олимпийские игры 1976 года в Инсбрук, без проблем прошёл квалификацию и планировал побороться здесь за медали, однако в итоге финишировал среди двоек лишь одиннадцатым. Поскольку конкуренция в сборной на тот момент резко возросла, вскоре Пляйкнер принял решение завершить карьеру профессионального спортсмена, уступив место молодым итальянским саночникам.
После ухода из большого спорта Вальтер Пляйкнер работал тренером в итальянской национальной команде, также с 2007 года занимает должность председателя технической комиссии по искусственным трассам в Международной федерации санного спорта. Летом 2013 года возглавил сборную России по санному спорту.